# Rawno bore
Rawno bore (bułg. Равно боре) – schronisko turystyczne w Bułgarii, położone w paśmie górskim Rodopy, na stokach grzbietu górskiego Ałabak, na wysokości 931 m n.p.m.
Jest to masywny, kamienny 2-piętrowy budynek, posiadający 60 miejsc noclegowych. Budynek dysponuje bieżącą wodą, prądem i centralnym ogrzewaniem oraz turystyczną kuchnią i stołówką. Schronisko to jest czynne całodobowo.